# Synidotea berolzheimeri
Synidotea berolzheimeri là một loài chân đều trong họ Idoteidae. Loài này được Menzies & Miller miêu tả khoa học năm 1972.